# Разумовский, Алексей Кириллович
Граф Алексе́й Кири́ллович Разумо́вский (12 (23) сентября 1748 — 23 марта (4 апреля) 1822) — российский государственный деятель из рода Разумовских. Сын графа Кирилла Разумовского от брака с Екатериной Нарышкиной, брат Андрея Разумовского; зять графа Петра Шереметева (с 1774), тесть С. С. Уварова (с 1811).
Действительный камергер (1775 год), сенатор (1776—1807 годы), министр народного просвещения (1810—1816 года). Действительный тайный советник (1807 год). Строитель подмосковной усадьбы Горенки и дворца на Яузе. Родоначальник дворян Перовских: отец Антония Погорельского, дед А. К. Толстого, прадед Софьи Перовской.

## Биография
Старший сын графа К. Г. Разумовского, последнего гетмана Войска Запорожского. Получил тщательное образование: для него с братьями был устроен особый «институт», в котором немец Август Шлецер впервые ввёл преподавание статистики под названием «Познание своего отечества»; позже он слушал лекции в Страсбургском университете. Сначала он нёс только придворную службу, в 1775 году был пожалован чином действительного камергера.
27 июня 1786 года был назначен сенатором с производством в тайные советники. В 1795 году, вследствие несогласия одобрить предложенный императрицей закон, Разумовский вышел в отставку.
Не позже 1805 года стал Почётным членом Московского университета.
Вновь вступил в службу только в 1807 году. 2 ноября 1807 года Разумовский был назначен попечителем Московского университета, что по совметительству возлагало на него и попечительство над Московским учебным округом, и произведён в действительные тайные советники. В этой должности он провёл указ об избрании ректора на три года (вместо одного года) и покровительствовал Обществу испытателей природы, от имени которого им была образована экспедиция для изучения Московской губернии.
12 апреля 1810 года Разумовский был назначен министром народного просвещения и членом Государственного совета. В первые два года его деятельности на этом посту были открыты 72 приходских школы, 24 уездных училища, несколько гимназий и других учебных заведений; улучшено преподавание; усилен надзор за воспитателями-иностранцами; открыто несколько учёных обществ; учреждена при Московском университете первая кафедра славянской словесности. При личном содействии Разумовского выработан устав Царскосельского лицея и 19 октября 1811 года состоялось его открытие. 23 октября 1811 года пожалован кавалером ордена святого равно-апостольного князя Владимира большого креста I степени.
После 1812 года он значительно охладел к службе и последние два года вовсе не занимался делами.

Будучи до назначения в министры членом масонской ложи и последователем Осипа Поздеева, с которым долго состоял в переписке (она напечатана А. Васильчиковым в его книге «Семейство Разумовских»), Разумовский с 1814 года подпал влиянию иезуитов и, главным образом, известного графа Жозефа де Местра. Последний «буквально распоряжался им, диктовал, чему должно учить русских и чему не учить»; по его указанию были выкинуты из первоначальной программы лицея греческий язык, археология, естественная история, астрономия, химия и история философских систем как «не озаряющая ума полезными истинами, а помрачающая заблуждениями и недоумениями». Ввел богословие как главную дисциплину во всех учебных заведения. Под влиянием того же де Местра Разумовский ввёл новые цензурные ограничения и начал борьбу с виленским попечителем А. Е. Чарторыйским за русификацию Западного края России, сторонником которой явился де Местр. Неудача в борьбе с Чарторыйским и недоверие правительства к иезуитам заставили Разумовского просить отставки с должности министра и члена Государственного совета, которая и дана ему была 10 августа 1816 года. 

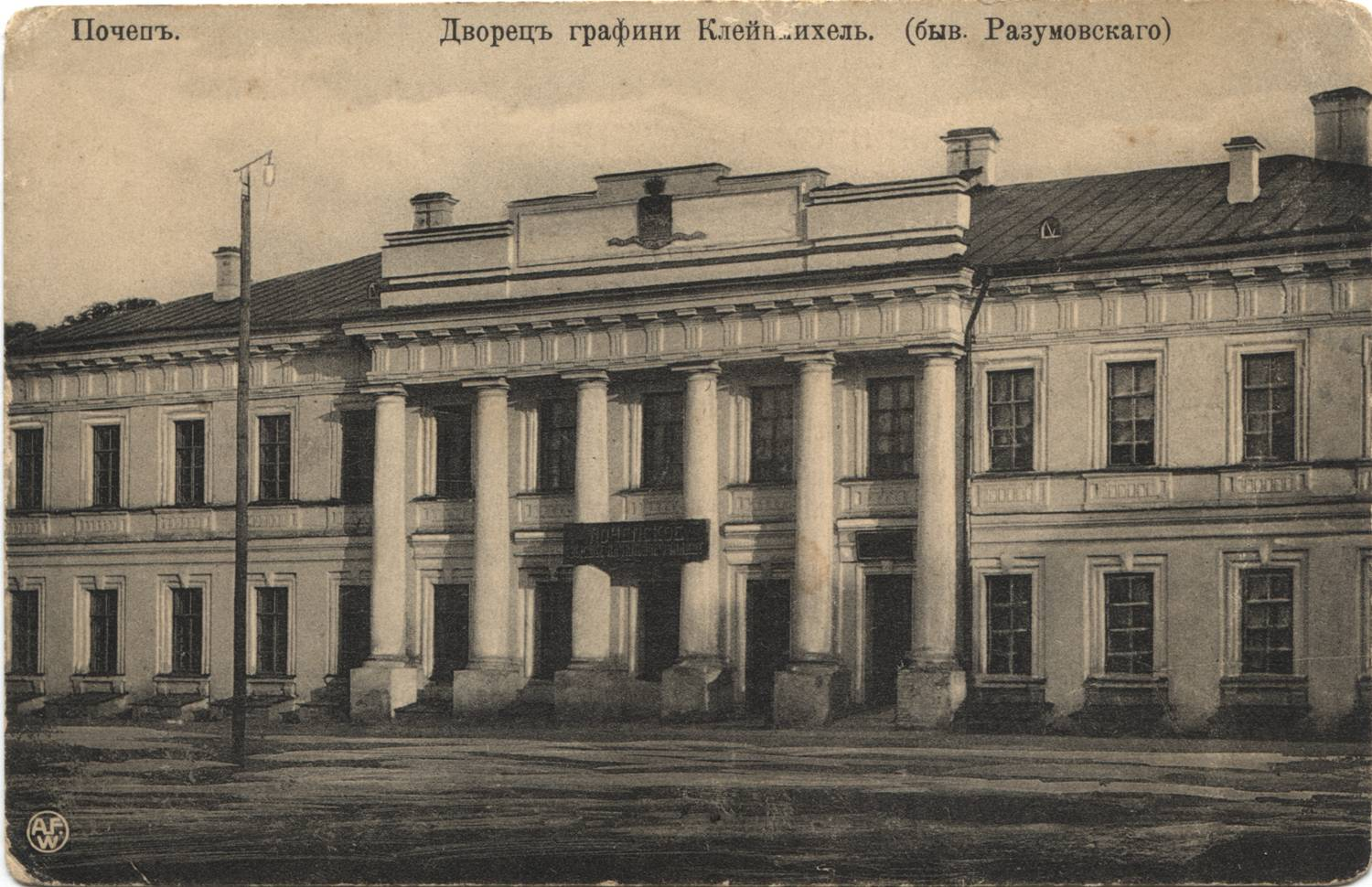
Дворец Алексея Разумовского в Почепе

Первые два года после этого Разумовский жил в Москве и в своём подмосковном имении Горенки, где у него был заведён ботанический сад, считавшийся до 1830-х годов одним из чудес Москвы. С 1816 года он жил в Малороссии, в местечке Почепе Мглинского уезда, где и умер. Был похоронен в родовом склепе, но в 1838 году перезахоронен в Преображенской церкви Новгорода-Северского. По словам Вигеля, все сыновья гетмана Кирилла Разумовского «были начинены французской литературой, облечены в иностранные формы, почитали себя русскими Монморанси, были любезные при дворе и несносные вне его аристократы». К этому кн. А. Васильчиков прибавляет, что старший из них, Алексей, был «гордыни непомерной… и суров в кругу своего семейства».

## Семья

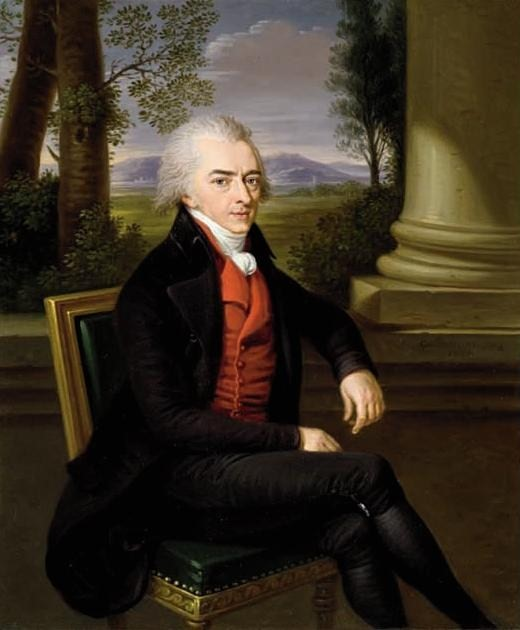
A. K. Разумовский, 1801

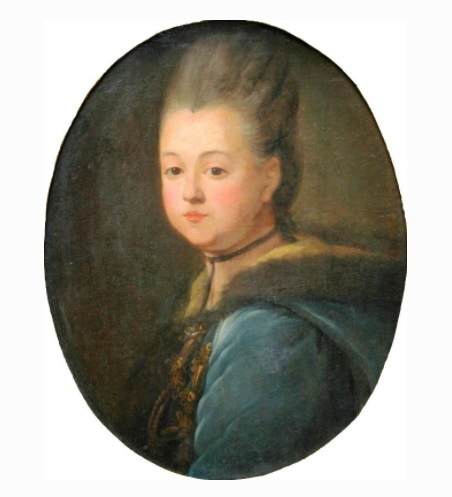
Николя Бенжамен Делапьер. Портрет графини Варвары Петровны Шереметевой, в браке графини Разумовской. Музей-усадьба Кусково, Москва

Разумовский был женат с 23 февраля 1774 года на одной из богатейших в России невест, Варваре Петровне Шереметевой (02.01.1750—27.05.1824), второй дочери генерал-аншефа графа П. Б. Шереметева. Около 1784 года по желанию мужа, Варвара Петровна оставила семью и жила в одиночестве в собственном доме в Москве — в 1796 году был закончен постройкой дом на Маросейке (№ 2). В браке имели трёх дочерей и двух сыновей.
- Пётр (1775—1835), в 1783 году был записан сержантом в Измайловский полк, обучался за границей в Геттингенском университете; адъютант у своего деда, гетмана К. Г. Разумовского; в 1797 году подполковник, позже полковник, командир гренадерского батальона, в армии своего дяди, генерала от инфантерии И. В. Гудовича, масон. В 1801 году вышел в отставку и был пожалован в действительные камергеры. Живя в Петербурге, наделал много долгов, что побудило его отца хлопотать о переводе сына на службу в Одессу. В 1806 году, в чине действительного статского советника он был определён чиновником по особым поручениям при новороссийском губернаторе. Умер в Одессе 18 июля 1835 года.
- Кирилл (1777—1829), камергер, страдал умопомешательством, в 1806—1807 годах был узником Шлиссельбургской и Петропавловской крепости, позже был переведен в Спасо-Евфимиев монастырь, после смерти отца был перевезен в Харьков, где и умер в 1829 году.
- Екатерина (1777—1780)
- Варвара (1778—1864), с 1802 года замужем за князем Н. Г. Репниным-Волконским; была известной благотворительницей, много сделавшей для женского образования.
- Екатерина (1781—1849)[6], любимая фрейлина императрицы Елизаветы Алексеевны и сотрудница Патриотического общества. С 1811 года была замужем за попечителем Санкт-Петербургского учебного округа и будущим министром народного просвещения графом Сергеем Семёновичем Уваровым.

Избавившись от законной супруги, Алексей Кириллович поселил у себя мещанку Марию Михайловну Соболевскую. У него было десять внебрачных детей, деликатно именовавшихся «воспитанниками» (пять сыновей и пять дочерей) — Перовских.
- Николай (1785—1858), (единственный из десяти детей носивший отчество «Иванович») губернатор в Крыму, феодосийский градоначальник.
- Алексей (1787—1836), русский писатель (псевдоним — Антоний Погорельский), член Российской академии.
- Мария (1791—1872), жена генерала М. К. Крыжановского, кавалерственная дама (1837).
- Лев (1792—1856), государственный деятель, министр внутренних дел, министр уделов.
- Василий (1795—1857), государственный деятель и военачальник, генерал от кавалерии, генерал-адъютант, генерал-губернатор Оренбургской и Самарской губерний.
- Елизавета (Прасковья) (1795 — ?)
- Анна (1796—1856), муж — граф Константин Петрович Толстой (1779—1870), сын — Алексей Константинович Толстой.
- Ольга (1798—1833), муж — Михаил Николаевич Жемчужников, среди сыновей — Алексей, Александр, Лев и Владимир Жемчужниковы.
- Софья (1812—1883), муж — Владимир Владимирович Львов.
- Борис (1815—1881), военный и государственный деятель, генерал-адъютант, член Государственного Совета.

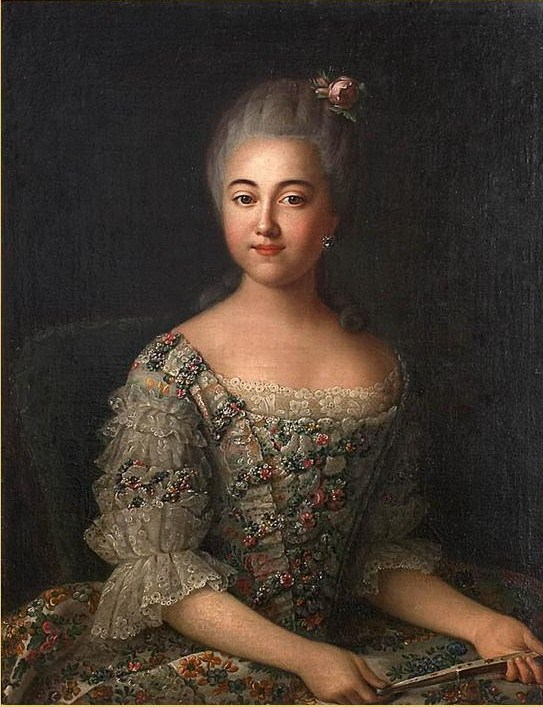
Варвара Петровна, жена
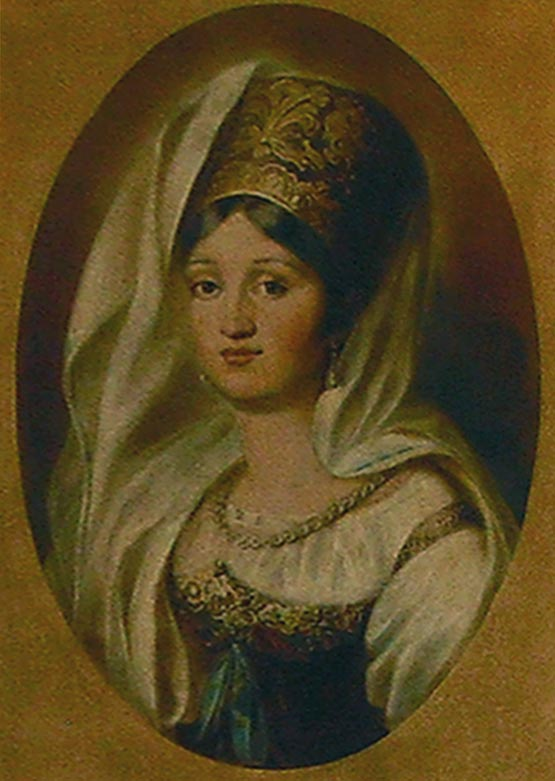
Варвара Алексеевна
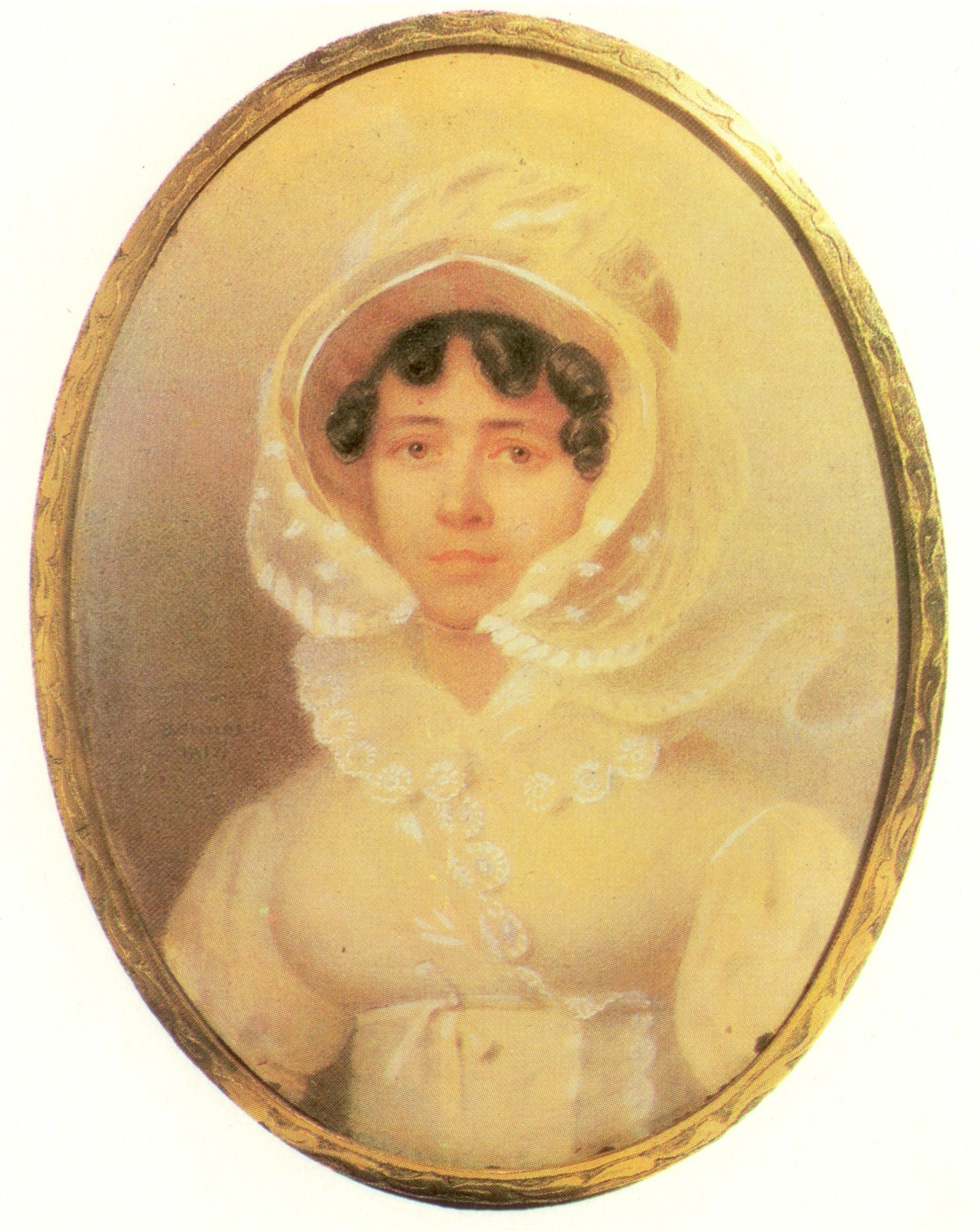
Екатерина Алексеевна
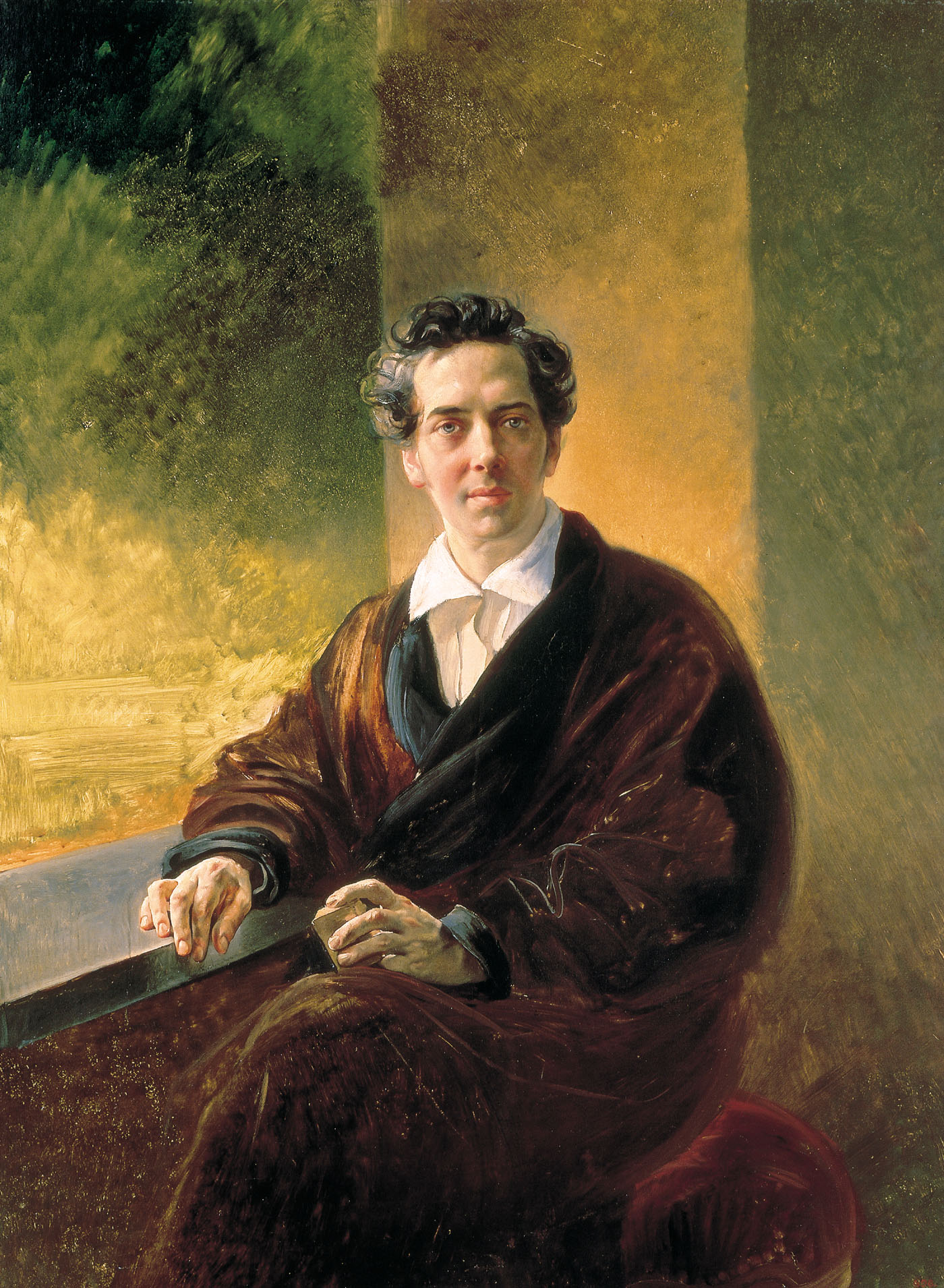
Алексей Перовский
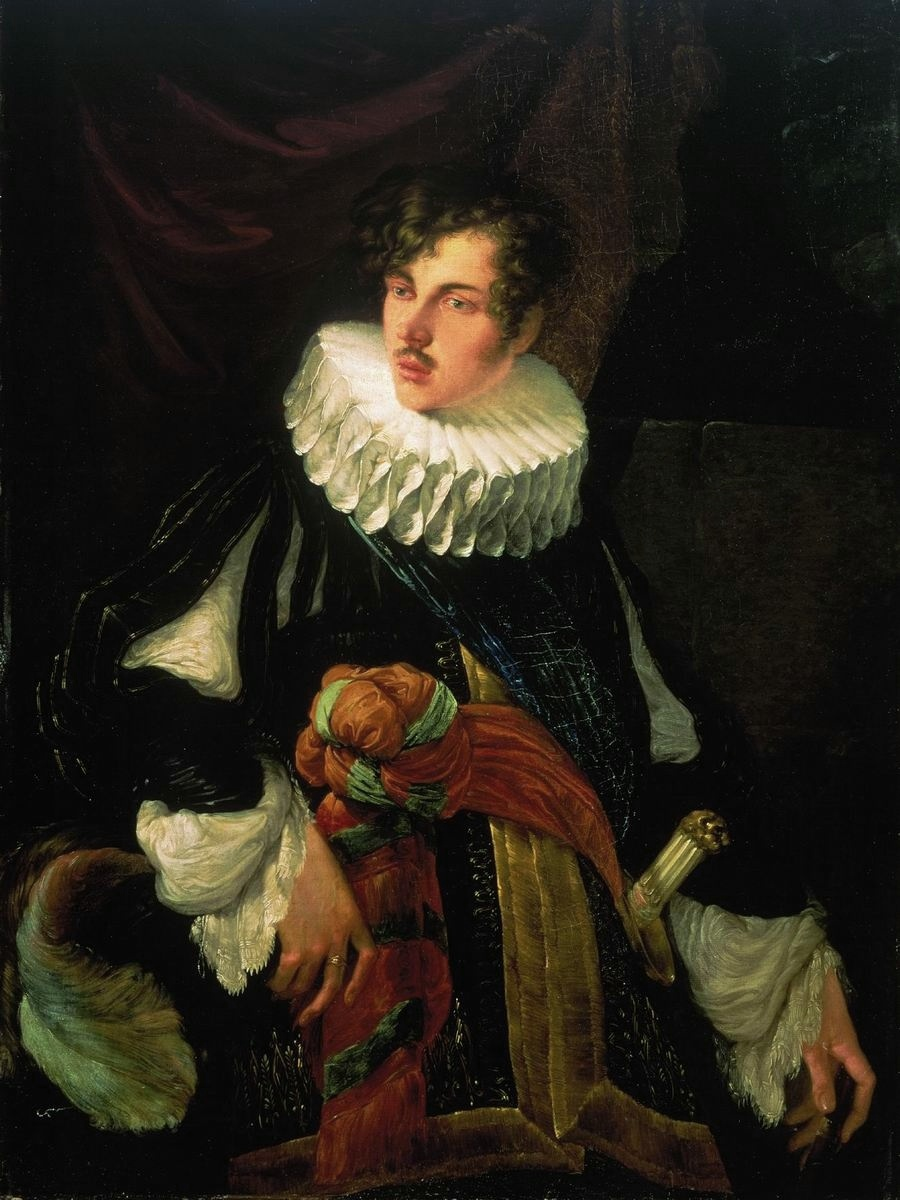
Василий Перовский
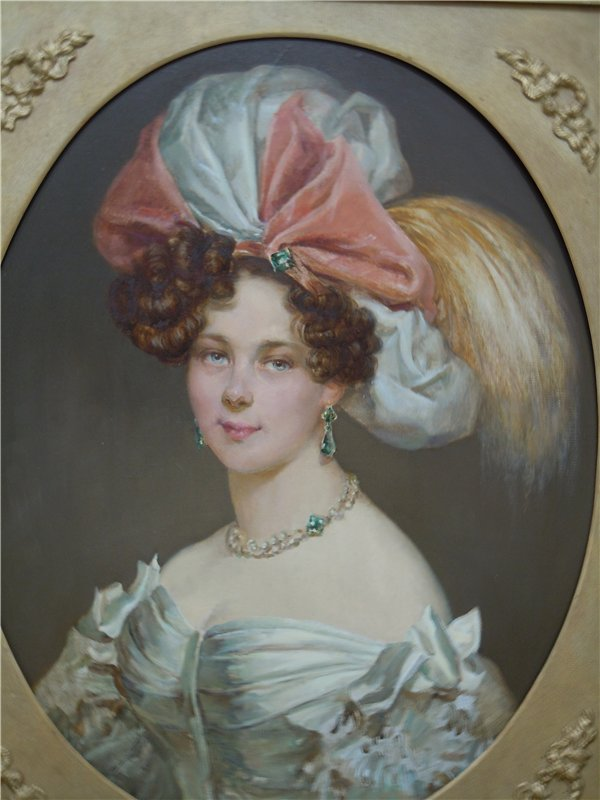
Анна Перовская
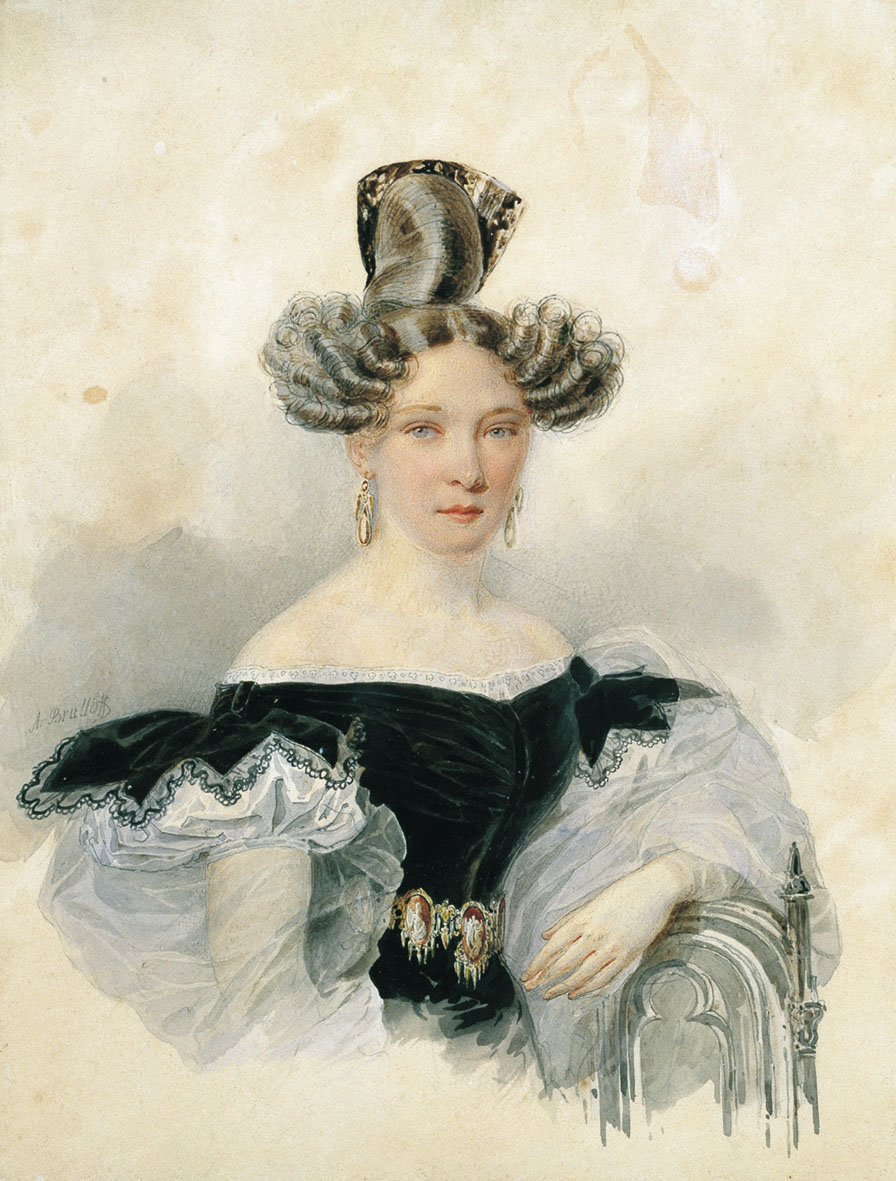
Софья Перовская

## Награды
- Орден Святого Александра Невского (14 апреля 1808)
- Орден Святого Владимира 1-й степени (23 октября 1811)